# Middle East Forum
Middle East Forum é um think tank, de orientação neoconservadora, fundado em 1990 e dirigido por Daniel Pipes para promover os interesses dos Estados Unidos no Oriente Médio,e proteger a  ordem constitucional das ameaças do Oriente Médio. È uma organização não-lucrativa desde de 1994.
De acordo com Daniel Pipes, o fórum vê a região — com sua profusão de ditaduras, ideologias radicais, conflitos existenciais, desacordos fronteiriços, corrupção, violência política e armas de destruição em massa — como uma importante fonte de problemas para os Estados Unidos. Consequentemente, insta medidas activas para proteger os americanos e os seus aliados.
Os interesses dos EUA no Oriente Médio incluem combater o Islã radical; trabalhar para a aceitação Palestina de Israel; robustamente afirmar os interesses dos EUA vis-à-vis Arábia Saudita; desenvolver estratégias para lidar com o Iraque e conter o Irã; e monitorar o avanço do islamismo na Turquia. O site de Daniel Pipes em sua versão portuguesa acrescenta a estes objectivos o "abastecimento regular de petróleo a baixo custo"
Internamente, o fórum combate o islamismo ; protege a liberdade de expressão pública de autores anti-islâmicos, ativistas e editores; e trabalha para melhorar os estudos do Oriente Médio na América do Norte..